# Alan Smart
Alan Smart (* 10. října 1963) je americký animátor a režisér animací, který je nejznámější díky své práci režiséra v seriálu Spongebob v kalhotách, a pomocného režiséra a grafika v seriálu Simpsonovi, kde je v díle U Ohnivého Vočka uváděn i v závěrečných titulcích.
Rovněž animoval seriály jako Kočkopes, Arnoldovy patálie, Rocko's Modern Life, Ren a Stimpy, a Sanjay a Craig a čtyři animované filmy: Malá mořská víla, Spongebob v kalhotách: Film, Oliver a přátelé a The Chipmunk Adventure.
Alan Smart také pracoval na pilotním dílu seriálu Family Dog, jako režisér animace na seriálu Clone High a na první sérii seriálu Lumpíci.

## Filmografie

### Televize
| Rok        | Titul                    |
| ---------- | ------------------------ |
| 2016–dosud | Hlasiťákovi              |
| 2013       | Sanjay a Craig           |
| 2005       | Catscratch               |
| 2002–2003  | Clone High               |
| 1999–dosud | Spongebob v kalhotách    |
| 1998–1999  | Thornberryovi na cestách |
| 1998–1999  | Kočkopes                 |
| 1997       | 101 dalmatinů            |
| 1997       | Recess                   |
| 1996–1997  | Arnoldovy patálie        |
| 1995       | The Critic               |
| 1994–1997  | Duckman                  |
| 1994–1997  | Veselé obludy            |
| 1994–1995  | Ren a Stimpy             |
| 1993–1996  | Rocko's Modern Life      |
| 1991–1998  | Lumpíci                  |
| 1990–2003  | Simpsonovi               |
| 1990       | Bobkův svět              |
| 1987       | Family Dog               |

### Film
| Rok  | Titul                              |
| ---- | ---------------------------------- |
| 2015 | SpongeBob ve filmu: Houba na suchu |
| 2004 | Spongebob v kalhotách: Film        |
| 1995 | Gumby: The Movie                   |
| 1990 | Box-Office Bunny                   |
| 1989 | Malá mořská víla                   |
| 1988 | Oliver a přátelé                   |
| 1987 | The Chipmunk Adventure             |